# 蒙唐德尔
蒙唐德尔（法語：Montendre，法語發音：[mɔ̃tɑ̃dʁ]）是法国滨海夏朗德省的一个市镇，位于该省东南部，属于容扎克区。蒙唐德尔是这一地区的中心市镇之一，每年举办自由音乐狂欢节。

## 地理
蒙唐德尔（45°17'5"N, 0°24'27"W）面积25.06 平方千米，位于法国新阿基坦大区滨海夏朗德省，该省份为法国西部滨海省份，北起旺代省，西临大西洋，南至吉倫特省，东南接多爾多涅省，东北接德塞夫勒省接壤，东临夏朗德省。
与蒙唐德尔接壤的市镇（或旧市镇、城区）包括：科里尼亚克、库村、埃克斯皮尔蒙、瑞萨、波米耶-穆隆、苏梅拉、苏穆兰、多讷扎克、瓦勒德利韦讷。

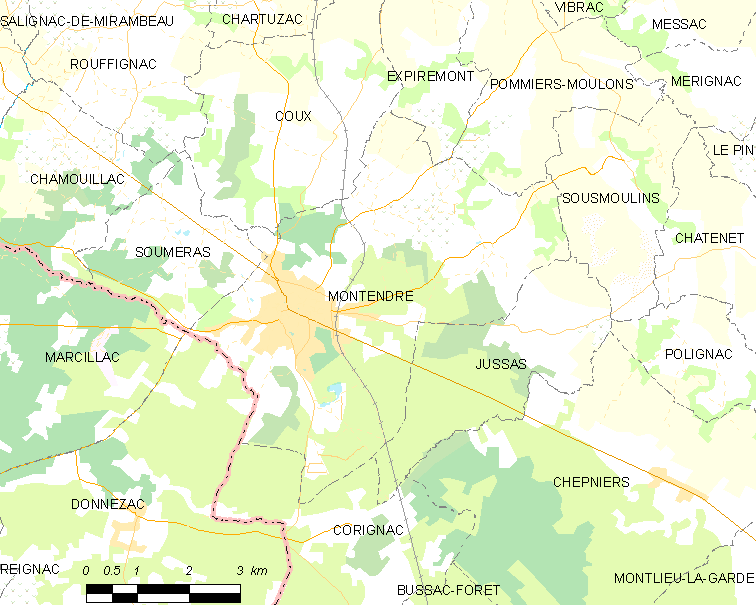
蒙唐德尔的OSM定位图

蒙唐德尔的时区为UTC+01:00、UTC+02:00（夏令时）。

## 行政
蒙唐德尔的邮政编码为17130，INSEE市镇编码为17240。

## 政治
蒙唐德尔所属的省级选区为三山县。

## 人口

1962-2008年间蒙唐德尔人口变化图示

蒙唐德尔于2022年1月1日时的人口数量为3226人。